# Skilanglauf-Eastern-Europe-Cup 2012/13
Der Skilanglauf-Eastern-Europe-Cup 2012/13 war eine von der FIS organisierte Wettkampfserie, die zum Unterbau des Skilanglauf-Weltcups 2012/13 gehörte. Sie begann am 20. November 2012 in Werschina Tjoi und endete am 3. März 2013 in Syktywkar. Die Gesamtwertung der Männer gewann Sergei Nowikow; bei den Frauen war Jelena Soboljowa erfolgreich.

## Männer

### Resultate
| 1. Eastern-Europe-Cup in Werschina Tjoi, 20. bis 24. November 2012 | 1. Eastern-Europe-Cup in Werschina Tjoi, 20. bis 24. November 2012 | 1. Eastern-Europe-Cup in Werschina Tjoi, 20. bis 24. November 2012 | 1. Eastern-Europe-Cup in Werschina Tjoi, 20. bis 24. November 2012 | 1. Eastern-Europe-Cup in Werschina Tjoi, 20. bis 24. November 2012 |
| ------------------------------------------------------------------ | ------------------------------------------------------------------ | ------------------------------------------------------------------ | ------------------------------------------------------------------ | ------------------------------------------------------------------ |
| Datum                                                              | Disziplin                                                          | Erster Platz                                                       | Zweiter Platz                                                      | Dritter Platz                                                      |
| 20. November 2012                                                  | 10 km Freistil                                                     | Dmitriy Salnikov                                                   | Sergei Schirjajew Sergei Nowikow                                   |                                                                    |
| 21. November 2012                                                  | Sprint Freistil                                                    | Nikita Krjukow                                                     | Alexei Petuchow                                                    | Michail Dewjatjarow                                                |
| 23. November 2012                                                  | Sprint klassisch                                                   | Nikita Krjukow                                                     | Alexander Bessmertnych                                             | Alexander Panschinski                                              |
| 24. November 2012                                                  | 15 km klassisch                                                    | Alexander Bessmertnych                                             | Artjom Schmurko                                                    | Alexander Kuznetsov                                                |

| 2. Eastern-Europe-Cup in Krasnogorsk, 22. bis 26. Dezember 2012 | 2. Eastern-Europe-Cup in Krasnogorsk, 22. bis 26. Dezember 2012 | 2. Eastern-Europe-Cup in Krasnogorsk, 22. bis 26. Dezember 2012 | 2. Eastern-Europe-Cup in Krasnogorsk, 22. bis 26. Dezember 2012 | 2. Eastern-Europe-Cup in Krasnogorsk, 22. bis 26. Dezember 2012 |
| --------------------------------------------------------------- | --------------------------------------------------------------- | --------------------------------------------------------------- | --------------------------------------------------------------- | --------------------------------------------------------------- |
| Datum                                                           | Disziplin                                                       | Erster Platz                                                    | Zweiter Platz                                                   | Dritter Platz                                                   |
| 22. Dezember 2012                                               | Sprint Freistil                                                 | Alexander Panschinski                                           | Gleb Retiwych                                                   | Anton Gafarow                                                   |
| 23. Dezember 2012                                               | 10 km klassisch                                                 | Jewgeni Below                                                   | Rifat Safiullin                                                 | Anton Suzdalev                                                  |
| 26. Dezember 2012                                               | 15 km Freistil                                                  | Sergei Ustjugow                                                 | Alexander Utkin                                                 | Nikolai Chochrjakow                                             |

| 3. Eastern-Europe-Cup in Charkiw, 18. bis 20. Januar 2013 | 3. Eastern-Europe-Cup in Charkiw, 18. bis 20. Januar 2013 | 3. Eastern-Europe-Cup in Charkiw, 18. bis 20. Januar 2013 | 3. Eastern-Europe-Cup in Charkiw, 18. bis 20. Januar 2013 | 3. Eastern-Europe-Cup in Charkiw, 18. bis 20. Januar 2013 |
| --------------------------------------------------------- | --------------------------------------------------------- | --------------------------------------------------------- | --------------------------------------------------------- | --------------------------------------------------------- |
| Datum                                                     | Disziplin                                                 | Erster Platz                                              | Zweiter Platz                                             | Dritter Platz                                             |
| 18. Januar 2013                                           | 15 km klassisch                                           | Wladislaw Skobelew                                        | Sergei Schirjajew                                         | Myroslav Bilosyuk                                         |
| 19. Januar 2013                                           | Sprint Freistil                                           | Igor Ussatschow                                           | Ivan Guliaev                                              | Ruslan Perechoda                                          |
| 20. Januar 2013                                           | 15 km Freistil                                            | Sergei Nowikow                                            | Alexei Tschernoussow                                      | Sergei Schirjajew                                         |

| 4. Eastern-Europe-Cup in Moskau, 9. Februar 2013 | 4. Eastern-Europe-Cup in Moskau, 9. Februar 2013 | 4. Eastern-Europe-Cup in Moskau, 9. Februar 2013 | 4. Eastern-Europe-Cup in Moskau, 9. Februar 2013 | 4. Eastern-Europe-Cup in Moskau, 9. Februar 2013 |
| ------------------------------------------------ | ------------------------------------------------ | ------------------------------------------------ | ------------------------------------------------ | ------------------------------------------------ |
| Datum                                            | Disziplin                                        | Erster Platz                                     | Zweiter Platz                                    | Dritter Platz                                    |
| 9. Februar 2013                                  | Sprint Freistil                                  | Nikolai Morilow                                  | Gleb Retiwych                                    | Iwan nissimow                                    |

| 5. Eastern-Europe-Cup in Syktywkar, 27. Februar bis 3. März 2013 | 5. Eastern-Europe-Cup in Syktywkar, 27. Februar bis 3. März 2013 | 5. Eastern-Europe-Cup in Syktywkar, 27. Februar bis 3. März 2013 | 5. Eastern-Europe-Cup in Syktywkar, 27. Februar bis 3. März 2013 | 5. Eastern-Europe-Cup in Syktywkar, 27. Februar bis 3. März 2013 |
| ---------------------------------------------------------------- | ---------------------------------------------------------------- | ---------------------------------------------------------------- | ---------------------------------------------------------------- | ---------------------------------------------------------------- |
| Datum                                                            | Disziplin                                                        | Erster Platz                                                     | Zweiter Platz                                                    | Dritter Platz                                                    |
| 27. Februar 2013                                                 | 30 km Freistil                                                   | Iwan Artejew                                                     | Andrey Malafiev                                                  | Sergei Turyschew                                                 |
| 2. März 2013                                                     | Sprint klassisch                                                 | Igor Ussatschow                                                  | Iwan Anissimow                                                   | Viktor Ermlin                                                    |
| 3. März 2013                                                     | 20 km Skiathlon                                                  | Kirill Vichuzhanin                                               | Raul Schakirsjanow                                               | Iwan Artejew                                                     |

### Gesamtwertung Männer
| Rang | Name                   | Punkte |
| ---- | ---------------------- | ------ |
| 1.   | Sergei Nowikow         | 394    |
| 2.   | Wladislaw Skobelew     | 383    |
| 3.   | Sergei Schirjajew      | 356    |
| 4.   | Igor Ussatschow        | 315    |
| 5.   | Maxim Kovalev          | 257    |
| 5.   | Alexander Utkin        | 257    |
| 7.   | Nikolai Chochrjakow    | 246    |
| 8.   | Sergei Ustjugow        | 244    |
| 9.   | Alexander Bessmertnych | 238    |
| 10.  | Raul Schakirsjanow     | 217    |
| 11.  | Alexei Tschernoussow   | 206    |
| 12.  | Nikita Krjukow         | 200    |
| 13.  | Anton Gafarow          | 200    |
| 14.  | Rifat Safiullin        | 194    |

| Rang | Name                  | Punkte |
| ---- | --------------------- | ------ |
| 15.  | Gleb Retiwych         | 192    |
| 16.  | Alexander Kuznetsov   | 187    |
| 17.  | Iwan Artejew          | 184    |
| 18.  | Ivan Guliaev          | 178    |
| 19.  | Alexander Panschinski | 174    |
| 20.  | Dmitriy Salnikov      | 167    |
| 21.  | Nikita Stupak         | 167    |
| 22.  | Iwan Anissimow        | 160    |
| 23.  | Andrey Smolianin      | 146    |
| 24.  | Kirill Vichuzhanin    | 143    |
| 25.  | Jewgeni Below         | 140    |
| 26.  | Michail Dewjatjarow   | 139    |
| 27.  | Nikolai Morilow       | 126    |
| 28.  | Andrey Malafiev       | 116    |

| Rang | Name               | Punkte |
| ---- | ------------------ | ------ |
| 29.  | Pawel Sjulatow     | 113    |
| 30.  | Myroslav Bilosyuk  | 108    |
| 31.  | Alexei Petuchow    | 107    |
| 32.  | Jewgeni Dementjewv | 107    |
| 33.  | Anton Lavrentev    | 100    |
| 33.  | Leonid Vinogradov  | 93     |
| 35.  | Michail Kuklin     | 92     |
| 36.  | Pavel Vikulin      | 88     |
| 37.  | Sergey Yurkov      | 88     |
| 38.  | Andrey Shatokhin   | 87     |
| 39.  | Jakov Lemanov      | 84     |
| 40.  | Dmitri Rostowzew   | 82     |

## Frauen

### Resultate
| 1. Eastern-Europe-Cup in Werschina Tjoi, 20. bis 24. November 2012 | 1. Eastern-Europe-Cup in Werschina Tjoi, 20. bis 24. November 2012 | 1. Eastern-Europe-Cup in Werschina Tjoi, 20. bis 24. November 2012 | 1. Eastern-Europe-Cup in Werschina Tjoi, 20. bis 24. November 2012 | 1. Eastern-Europe-Cup in Werschina Tjoi, 20. bis 24. November 2012 |
| ------------------------------------------------------------------ | ------------------------------------------------------------------ | ------------------------------------------------------------------ | ------------------------------------------------------------------ | ------------------------------------------------------------------ |
| Datum                                                              | Disziplin                                                          | Erster Platz                                                       | Zweiter Platz                                                      | Dritter Platz                                                      |
| 20. November 2012                                                  | 5 km Freistil                                                      | Jekaterina Chramzowa                                               | Jelena Soboljowa                                                   | Olga Rotschewa                                                     |
| 21. November 2012                                                  | Sprint Freistil                                                    | Jelena Soboljowa                                                   | Oxana Ussatowa                                                     | Darja Godowanitschenko                                             |
| 23. November 2012                                                  | Sprint klassisch                                                   | Darja Godowanitschenko                                             | Alissa Schambalowa                                                 | Olga Rotschewa                                                     |
| 24. November 2012                                                  | 10 km klassisch                                                    | Olga Rotschewa                                                     | Jelena Soboljowa                                                   | Ksenia Podoprigora                                                 |

| 2. Eastern-Europe-Cup in Krasnogorsk, 22. bis 26. Dezember 2012 | 2. Eastern-Europe-Cup in Krasnogorsk, 22. bis 26. Dezember 2012 | 2. Eastern-Europe-Cup in Krasnogorsk, 22. bis 26. Dezember 2012 | 2. Eastern-Europe-Cup in Krasnogorsk, 22. bis 26. Dezember 2012 | 2. Eastern-Europe-Cup in Krasnogorsk, 22. bis 26. Dezember 2012 |
| --------------------------------------------------------------- | --------------------------------------------------------------- | --------------------------------------------------------------- | --------------------------------------------------------------- | --------------------------------------------------------------- |
| Datum                                                           | Disziplin                                                       | Erster Platz                                                    | Zweiter Platz                                                   | Dritter Platz                                                   |
| 22. Dezember 2012                                               | Sprint Freistil                                                 | Julija Iwanowa                                                  | Darja Godowanitschenko                                          | Jelena Soboljowa                                                |
| 23. Dezember 2012                                               | 5 km klassisch                                                  | Olga Kusjukowa                                                  | Olga Rotschewa                                                  | Marija Guschtschina                                             |
| 26. Dezember 2012                                               | 10 km Freistil                                                  | Jekaterina Chramzowa                                            | Anastassija Sedowa                                              | Marija Guschtschina                                             |

| 3. Eastern-Europe-Cup in Charkiw, 18. bis 20. Januar 2013 | 3. Eastern-Europe-Cup in Charkiw, 18. bis 20. Januar 2013 | 3. Eastern-Europe-Cup in Charkiw, 18. bis 20. Januar 2013 | 3. Eastern-Europe-Cup in Charkiw, 18. bis 20. Januar 2013 | 3. Eastern-Europe-Cup in Charkiw, 18. bis 20. Januar 2013 |
| --------------------------------------------------------- | --------------------------------------------------------- | --------------------------------------------------------- | --------------------------------------------------------- | --------------------------------------------------------- |
| Datum                                                     | Disziplin                                                 | Erster Platz                                              | Zweiter Platz                                             | Dritter Platz                                             |
| 18. Januar 2013                                           | 10 km klassisch                                           | Tetjana Antypenko                                         | Anastassija Kasakul                                       | Maryna Anzybor                                            |
| 19. Januar 2013                                           | Sprint Freistil                                           | Maryna Anzybor                                            | Marina Tschernoussowa                                     | Anastassija Kasakul                                       |
| 20. Januar 2013                                           | 10 km Freistil                                            | Maryna Anzybor                                            | Diliara Sabirzianova                                      | Anastassija Kasakul                                       |

| 4. Eastern-Europe-Cup in Moskau, 9. Februar 2013 | 4. Eastern-Europe-Cup in Moskau, 9. Februar 2013 | 4. Eastern-Europe-Cup in Moskau, 9. Februar 2013 | 4. Eastern-Europe-Cup in Moskau, 9. Februar 2013 | 4. Eastern-Europe-Cup in Moskau, 9. Februar 2013 |
| ------------------------------------------------ | ------------------------------------------------ | ------------------------------------------------ | ------------------------------------------------ | ------------------------------------------------ |
| Datum                                            | Disziplin                                        | Erster Platz                                     | Zweiter Platz                                    | Dritter Platz                                    |
| 9. Februar 2013                                  | Sprint Freistil                                  | Darja Godowanitschenko                           | Natalja Sernowa                                  | Marina Tschernoussowa                            |

| 5. Eastern-Europe-Cup in Syktywkar, 27. Februar bis 3. März 2013 | 5. Eastern-Europe-Cup in Syktywkar, 27. Februar bis 3. März 2013 | 5. Eastern-Europe-Cup in Syktywkar, 27. Februar bis 3. März 2013 | 5. Eastern-Europe-Cup in Syktywkar, 27. Februar bis 3. März 2013 | 5. Eastern-Europe-Cup in Syktywkar, 27. Februar bis 3. März 2013 |
| ---------------------------------------------------------------- | ---------------------------------------------------------------- | ---------------------------------------------------------------- | ---------------------------------------------------------------- | ---------------------------------------------------------------- |
| Datum                                                            | Disziplin                                                        | Erster Platz                                                     | Zweiter Platz                                                    | Dritter Platz                                                    |
| 27. Februar 2013                                                 | 15 km Freistil                                                   | Olga Michailowa                                                  | Marina Tschernoussowa                                            | Jekaterina Chramzowa                                             |
| 2. März 2013                                                     | Sprint klassisch                                                 | Jewgenija Schapowalowa                                           | Natalja Matwejewa                                                | Jelena Soboljowa                                                 |
| 3. März 2013                                                     | 10 km Skiathlon                                                  | Jekaterina Chramzowa                                             | Irina Chasowa                                                    | Larissa Schaidurowa                                              |

### Gesamtwertung Frauen
| Rang | Name                   | Punkte |
| ---- | ---------------------- | ------ |
| 1.   | Jelena Soboljowa       | 554    |
| 2.   | Marina Tschernoussowa  | 512    |
| 3.   | Darja Godowanitschenko | 465    |
| 4.   | Jekaterina Chramzowa   | 440    |
| 5.   | Olga Rotschewa         | 368    |
| 6.   | Anastassija Kasakul    | 344    |
| 7.   | Oxana Ussatowa         | 281    |
| 8.   | Maryna Anzybor         | 260    |
| 9.   | Diliara Sabirzianova   | 224    |
| 10.  | Olga Zarjowa           | 188    |
| 11.  | Viktoria Melina        | 178    |
| 12.  | Svetlana Kuznetsova    | 175    |
| 13.  | Polina Medwedewa       | 172    |
| 14.  | Tetjana Antypenko      | 155    |

| Rang | Name                   | Punkte |
| ---- | ---------------------- | ------ |
| 15.  | Olga Michailowa        | 152    |
| 16.  | Olga Kusjukowa         | 150    |
| 17.  | Alissa Schambalowa     | 149    |
| 18.  | Ksenia Feller          | 148    |
| 19.  | Natalja Schukowa       | 142    |
| 20.  | Svetlana Hvostunkova   | 141    |
| 21.  | Viktoria Kuramshina    | 140    |
| 22.  | Walentina Nowikowa     | 134    |
| 23.  | Nadeschda Schunjajewa  | 132    |
| 24.  | Elena Serokhvostova    | 129    |
| 25.  | Marija Guschtschina    | 128    |
| 26.  | Natalja Neprjajewa     | 127    |
| 27.  | Polina Kowaljowa       | 124    |
| 28.  | Jewgenija Schapowalowa | 124    |

| Rang | Name                     | Punkte |
| ---- | ------------------------ | ------ |
| 29.  | Irina Chasowa            | 120    |
| 30.  | Elena Uskova             | 119    |
| 31.  | Kateryna Hryhorenko      | 117    |
| 32.  | Julija Romanowa          | 116    |
| 33.  | Jewgenija Oschtschepkowa | 112    |
| 34.  | Ksenia Malevannaia       | 103    |
| 35.  | Anna Netschajewskaja     | 100    |
| 36.  | Julija Iwanowa           | 100    |
| 37.  | Anna Belaja              | 99     |
| 38.  | Maria Davydenkova        | 98     |
| 39.  | Maryna Lissohor          | 97     |
| 40.  | Marina Ziatkova          | 93     |